# August Heinrich Matthiä
August Heinrich Matthiä (* 25. Dezember 1769 in Göttingen; † 6. Januar 1835 in Altenburg) war ein deutscher Klassischer Philologe, Gymnasialdirektor und Verfasser zahlreicher Lehrbücher.

## Leben
Matthiä war Sohn des Medizinprofessors und Bibliothekars Georg Matthiä. Sein Vater verstarb schon 1773.
Er besuchte die Universität Göttingen und studierte vor allem bei dem Philologen Christian Gottlob Heyne. Er zeichnete sich großen Fleiß beim Studium aus, u. a. bei der Sammlung der Fragmente des Pherekydes von Athen und der Rezension der homerischen Hymnen, und löste 1788 die Preisaufgabe „quibus rationibus ac momentis virtus nullo religionis praesidio munita sese commendare ac tueri possit“. Zu den Personen seines täglichen Umgangs gehörte Alexander von Humboldt.
Im Frühjahr 1789 kam er auf Empfehlung von Arnold Heeren als Hauslehrer nach Amsterdam. Im Mai 1798 kehrte er nach Deutschland zurück und übernahm auf Vorschlag Christian Gottlob Heynes die Stelle eines Lehrers des Lateinischen, Griechischen und Deutschen an dem Institut für junge Ausländer, das von dem französischen Emigranten Baron Jean-Joseph Mounier auf Schloss Belvedere bei Weimar begründet worden war. 1800 wurde ihm nach Veröffentlichung der Schrift Animadversiones in Hymnos Homericos von der Philosophischen Fakultät der Universität Göttingen die Ehrendoktorwürde verliehen.
Da das Institut in Belvedere Ende 1801 einging, wechselte Matthiä 1802 – wieder auf Heynes Empfehlung – als Direktor an das Friedrichs-Gymnasium in Altenburg, das er mit großem Erfolg reorganisierte. Mit ihm wurde Ludwig Ramshorn gleichzeitig ins Amt eingeführt. Er war verheiratet mit Louise, geb. Eichmann († 1833), Tochter des Johann Bernhard Christoph Eichmann und der Friederike, geb. Sonneschmid. Sieben seiner Kinder überlebten ihn: Adeline (* 18. September 1805), Immanuel Konstantin, später Gymnasiallehrer in Quedlinburg und Schleusingen (* 20. Januar 1808; † 1880), Georg Bernhard (* 18. September 1811),  Franz Reinhold (* 12. Oktober 1815); Karl Rudolf Ferdinand (* 13. Januar 1817); Friedrich August Woldemar (* 27. Oktober 1819), Luise Armine (* 21. September 1821).
1805 führte Matthiä in Altenburg die Schulprogramme ein, die bald in ganz Deutschland an weiterführenden Gymnasien üblich wurden. 1808 wurde er zum Kirchen- und Schulrat ernannt. Am 27. Januar 1827 feierte er sein 25-jähriges Dienstjubiläum. In der Zeit der Karlsbader Beschlüsse geriet er in Verdacht, mit demagogischen Umtrieben zu sympathisieren. Er erwog sogar, sein Amt niederzulegen und eine akademische Dozentur anzunehmen.
In Altenburg blieb er bis zu seinem Lebensende. 1833 bat er um seinen Abschied, wurde jedoch überzeugt, sein Amt weiter auszuüben. Er starb am 6. Januar 1835 an den Folgen eines Schlaganfalls.
Sein Bruder Friedrich Christian Matthiä (1763–1822) war ebenfalls Pädagoge und wissenschaftlicher Buchautor.

## Wirken
- Euripidis tragoediae et fragmenta
- Lexicon Euripideum

Matthiä ist Autor zahlreicher pädagogischer Schriften zur altgriechischen Sprache. Darunter:
- Ausführliche griechische Grammatik. 1807. 1825–18272. 18353.
- Griechisches Lesebuch für die untern Klassen eines Gymnasiums in 2 Teilen. Weidmannsche Buchhandlung, Leipzig 1833; books.google.at